# ليلى بينيت
ليلى بينيت (بالإنجليزية: Leila Bennett) هي ممثلة أمريكية، ولدت في 17 نوفمبر 1892 بنيوآرك في الولايات المتحدة، وتوفيت في 5 يناير 1965 بنيويورك في الولايات المتحدة.

## وصلات خارجية
- ليلى بينيت على موقع IMDb (الإنجليزية)
- ليلى بينيت على موقع قاعدة بيانات برودواي على الإنترنت (الإنجليزية)
- ليلى بينيت على موقع قاعدة بيانات الفيلم (الإنجليزية)